# ディペンドラ・ビール・ビクラム・シャハ
ディペンドラ・ビール・ビクラム・シャハ・デーブ（ネパール語: दीपेन्द्र वीर बिक्रम शाहदेव, ラテン文字転写: Dipendra Bir Bikram Shah Dev、1971年6月27日 - 2001年6月4日）は、ネパール王国の第11代君主（在位：2001年6月1日 - 2001年6月4日）。第10代ビレンドラの長男。

## 生涯
1971年6月27日、ビレンドラ・ビール・ビクラム・シャハの息子として生まれた。
2001年6月1日、王宮内で父ビレンドラ国王を始め王族9人を銃で殺害し、その後自殺を図ったとされる（ネパール王族殺害事件）。
ケーシャル・ジャンガ・ラヤマジ枢密院議長がディペンドラの即位を発表するも、3日後の6月4日に崩御。ディペンドラの崩御に伴って、摂政に就任していた叔父のギャネンドラが新国王に即位した。